# Prefeito dos soldados
Prefeito dos soldados (em latim: Praefectus militum) foi um oficial do século V que atuou como substituto do prefeito pretoriano e supervisor das provisões dos exércitos expedicionários. Tornou-se permanente durante Justiniano (r. 527–565) e Procópio de Cesareia cita-o como um oficial e chama-o prefeito do acampamento (em grego: έπαρχος του στρατοπέδου; romaniz.: éparchos tou stratopédou). No século IX, o ofício é citado na obra de Teófanes, o Confessor como um supervisor e contramestre dos exércitos expedicionários.